# Thật sự cầu thị
"Thật sự cầu thị" (tiếng Hoa giản thể: 实事求是, tiếng Hoa truyền thống: 實事求是, phiên âm: shí shì qiú shì) là một thành ngữ (tiếng Hoa: 成語) của Trung Quốc được viết đầu tiên trong sách Hán thư. Nghĩa nguyên của nó là miêu tả chí hướng học tập, nghiên cứu. Thành ngữ này có nghĩa là "giải quyết vấn đề dựa trên tình hình thực tế", "tìm kiếm bản chất vấn đề từ những thứ xác thực". (Lưu ý: từ "cầu thị" trong tiếng Hoa mang nghĩa "tìm kiếm sự thật", "tìm kiếm lẽ phải", "tìm điều đúng đắn", chứ không có nghĩa "cư xử một cách nhún nhường trên tinh thần học hỏi" như trong tiếng Việt).
Thành ngữ này trở thành tư tưởng chính của chủ nghĩa Mao; lần đầu tiên Mao Trạch Đông trích dẫn nó là khi phát biểu trong đại hội Đảng Cộng sản Trung Quốc toàn quốc lần thứ 6 năm 1938, tương tự như quan điểm của chủ nghĩa thực chứng. Từ năm 1978, khẩu hiệu này tiếp tục được phổ biến bởi Đặng Tiểu Bình như là một tư tưởng then chốt của Chủ nghĩa xã hội mang màu sắc Trung Quốc, và sau đó được áp dụng cho các cuộc cải cách kinh tế và chính trị.